# Чарруа
Чарруа (ісп. charrúa) — індіанський народ, що мешкав в південно-західних районах Південної Америки на територіях сучасного Уругваю, північно-східної Аргентини та південної Бразилії. Вони вели кочовий спосіб життя, харчувалися рибальством та збиральництвом. Ці індіанці не будували постійних будівель та мешкали в легких шатрах.
Вважається, що чарруа вбили іспанського мореплавця Хуана Діаса де Соліса, коли його експедиція досягла Ла-Плати в 1515 році. Після того, як розпочалася колонізація їх територій європейцями, чарруа були знищені, загинули від хвороб або були захоплені в рабство і поступово асимільовані. Невеликі групи їх нащадків були остаточно перебиті в результаті різанини «Сальсіпуедес» (ісп. Salsipuedes — «біжи, якщо можеш») в 1831 році групою креолів на чолі з Бернабе Ріверою, племінника Фруктуосо Рівери, що перед тим був обраний президентом Уругваю. Чотири останніх чарруа, що уникнули різанини, в 1833 році зуміли втекти до Франції, серед них був і Такуабе, що пізніше став моделлю для пам'ятника в Монтевідео, присвяченого народу чарруа. Після Сальсіпуедес чарруа припинили існування як єдиний народ, хоча окремі їх риси залишилися серед частини уругвайських метисів. Згідно з аргентинським переписом 2001 року, 676 мешканців провінції Ентре-Ріос вважали себе частковими нащадками чарруа.
Про життя чарруа залишилося дуже мало інформації через знищення цього народу протягом раннього колоніального періоду. Єдиним джерелом відомостей про цей народ є описи, складені ранніми іспанськими дослідниками.
За назвою народу свою назву отримала національна уругвайська збірна з футболу (ісп. Los Charrúas) та регбі-клуб у місті Порту-Алегрі.

## Відродження Чанаˈ
Блас Вільфредо Омар Хайме [Blas Wilfredo Omar Jaime] (Agó Acoé Inó, "собака без господаря"- мовою чана, Ногоя, Ентре-Ріос, 2 лютого 1934), аргентинець, є єдиним носієм мови чана. Зараз його називають Tató Oyendén, або хранителем пам'яті предків.
Мова, яку Блас вивчив від своїх предків, вважалася вимерлою до того, як у нього взяв інтерв'ю лінгвіст Хосе Педро Вієгас Баррос. Вони разом написали книгу "La Lengua Chaná" культурна спадщина Ентре-Ріоса", опубліковану офіційним друкованим органом уряду провінції Ентре-Ріос. Орган опублікував книгу на знак визнання "Лантек" (мови чана) для підтримки культурної спадщини провінції.